# Sora Sora (Totora)
Sora Sora ist eine Ortschaft im Departamento Oruro im Hochland des südamerikanischen Anden-Staates Bolivien.

## Lage im Nahraum
Sora Sora ist bevölkerungsreichste Ortschaft im Kanton Huacanapi im Municipio San Pedro de Totora in der Provinz San Pedro de Totora. Der Ort liegt auf einer Höhe von 3989 m westlich der Serranía de Huayllamarca, einem etwa 100 km langen Höhenrücken, der sich im bolivianischen Hochland in nordwestlich-südöstlicher Richtung erstreckt.

## Geographie
Sora Sora liegt zwischen den andinen Höhenzügen der Cordillera Oriental im Westen und der Cordillera Occidental im Osten im Trockenklima des Altiplano.
Der mittlere Jahresniederschlag beträgt etwa 330 mm und fällt zu 80 Prozent in den Monaten Dezember bis März (siehe Klimadiagramm Huayllamarca). Die Jahresdurchschnittstemperatur liegt bei knapp 8 °C, die monatlichen Durchschnittswerte schwanken zwischen 4 °C im Juni/Juli und etwa 10 °C von November bis März.

## Verkehrsnetz
Sora Sora liegt in einer Entfernung von 150 Straßenkilometern westlich von Oruro, der Hauptstadt des gleichnamigen Departamentos.
Von Oruro aus führt die asphaltierte Nationalstraße Ruta 31 in westlicher Richtung über La Joya, Lajma, Chuquichambi und Huayllamarca nach Totora und weiter nach Curahuara de Carangas, wo sie auf die Ruta 4 Richtung Chile trifft. Fünf Kilometer westlich von Totora zweigt eine unbefestigte Landstraße von der Ruta 31 in südöstlicher Richtung ab und erreicht nach neunzehn Kilometern Sora Sora.

## Bevölkerung
Die Einwohnerzahl des Ortes ist in den vergangenen beiden Jahrzehnten um etwa ein Drittel angestiegen:
| Jahr | Einwohner | Quelle       |
| ---- | --------- | ------------ |
| 1992 | 299       | Volkszählung |
| 2001 | 317       | Volkszählung |
| 2012 | 387       | Volkszählung |
| 2024 |           | Volkszählung |

Die Region weist einen hohen Anteil an Aymara-Bevölkerung auf, im Municipio San Pedro de Totora sprechen 97,0 Prozent der Bevölkerung die Aymara-Sprache.